# زمین‌لرزه ۱۲۲ دروازه‌های خزر
زلزله ۱۲۲ دروازه‌های خزر در سال ۱۲۲ یا ۱۲۳ خورشیدی (۷۴۳ یا ۷۴۴ میلادی) در دروازه‌های خزر (دروازه اسکندر) رخ داده‌است. این مکان با دربند، روسیه یا هشت‌پر، ایران شناسایی شده‌است. این زلزله در منابع امپراتوری بیزانس ثبت شده‌است. وقایع نگار تئوفانس اقرارگر (قرن هشتم) این زلزله را در سال ۶۲۳۵ تقویم بیزانسی، در سومین سال سلطنت کنستانتین پنجم (حکومت ۷۴۱–۷۷۵) ثبت می‌کند. این به سال ۷۴۳ یا ۷۴۴ سیستم Anno Domini هم‌ارزی می‌شود. بر اساس روایت تئوفانس، هنگام وقوع زلزله در شمال نشانه ای ظاهر شد و در نقاط مختلف گرد و غبار فرود آمد. این روایت توسط جورج کدرنوس (قرن دوازدهم) تکرار شده‌است که از تئوفانس به عنوان منبع خود استفاده کرده‌است. بر اساس کاتالوگ لرزه‌نگاری امبراسیز و ملویل در سال ۱۹۸۲، این زمین لرزه در شرق ری ایران و در دره تنگ سر دره رخ داده‌است. ثبت آن در منابع بیزانسی گواهی می‌دهد که این یک «رویداد بزرگ» است. با این حال، اصطلاح جغرافیایی «دروازه خزر» برای تعدادی از گذرگاه‌های کوهستانی در قفقاز به کار می‌رفت. این گذرگاه‌ها نواحی دریای مدیترانه را به فلات ایران و آسیای مرکزی متصل می‌کرد.
اصطلاح دروازه‌های خزر برای نویسندگان یونانی-رومی آشنا بود. در دوران بیزانس، عمدتاً به مهم‌ترین گذرگاه بین قفقاز و شمال ایران، گذرگاه دربنت اطلاق می‌شد. آن را به عنوان «دروازه» یا «دروازه دروازه» نیز می‌نامیدند. ترجمه ارمنی رمانس الکساندر شبه کالیستن در عوض دروازه‌های خزر را با قلمرو تالیس یکی می‌داند.
در قرن نوزدهم، کارل ارنست آدولف فون هوف و رابرت مالت این نظریه را مطرح کردند که دروازه‌های خزر را باید با گذرگاه داریل که در نزدیکی دریای سیاه قرار داشت شناسایی کرد.